# Kreva
Kreva (vitryska: Крэва) är en agropolis i Belarus.   Den ligger i voblasten Hrodna voblast, i den nordvästra delen av landet, 90 km nordväst om huvudstaden Minsk. Kreva ligger 224 meter över havet och antalet invånare är 3 100.

## Natur och klimat
Terrängen runt Kreva är platt. Närmaste större samhälle är Smarhon, 19,8 km norr om Kreva.
Omgivningarna runt Kreva är en mosaik av jordbruksmark och naturlig växtlighet. Runt Kreva är det ganska glesbefolkat, med 36 invånare per kvadratkilometer.